# اوج‌رسی (نجوم)

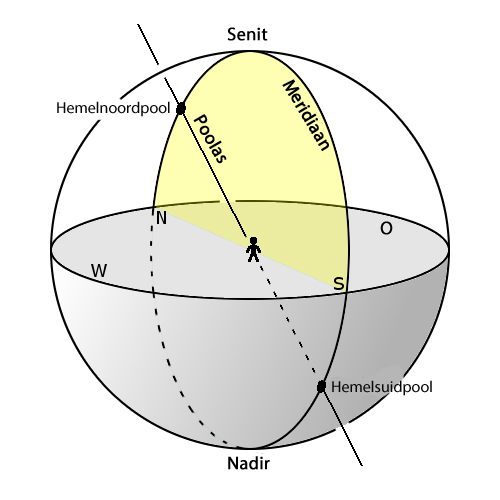
نمایی از نصف‌النهار در کرهٔ آسمانی. «نصف‌النهار بالایی» یک ناظر، یک نیم‌دایره، از نقطهٔ «اوج» آن‌ها و نقاط شمالی و جنوبی افق آن‌ها می‌گذرد (قسمت زرد رنگ در تصویر). «نصف‌النهار محلی» ناظر، نیم‌دایره‌ای است که «اوج» و هر دو قطب آسمانی آن را در بر می‌گیرد.

اوج‌رسی (انگلیسی: Culmination) در اخترشناسی رصدی، لحظهٔ به اوج‌رسی گذر یک جرم آسمانی (خورشید، ماه، یک سیاره، یک ستاره، صورت فلکی یا جسمی در ژرفای آسمان) از نصف النهار محلی ناظر است. این رویدادها به عنوان «عبور یا ترانزیت نصف‌النهاری» نیز شناخته می‌شدند؛ که در زمان‌سنجی و ناوبری استفاده می‌شدند و دقیقاً با استفاده از تلسکوپ ترانزیت اندازه‌گیری می‌شده‌اند.
در طول هر روز، به نظر می‌رسد که هر جرم آسمانی در امتداد یک مسیر دایره‌ای روی کره آسمان حرکت می‌کند، زیرا چرخش زمین هنگام عبور از نصف النهار دو لحظه ایجاد می‌کند. به غیر از در منطقه‌ای از قطب‌های جغرافیایی، هر جرم آسمانی که از نصف النهار عبور می‌کند، دارای یک اوج‌رسی بالاتر، در هنگام رسیدن به بالاترین نقطهٔ مسیر خود در بالای افق است، و دوباره نزدیک به دوازده ساعت بعد، یک اوج‌رسی پایین‌تر؛ هنگامی که به پایین‌ترین نقطهٔ خود برسد، دارد. اصطلاح «زمان اوج‌رسی» (زمانی که جسم به اوج می‌رسد) غالباً به معنای اوج‌رسی بالایی استفاده می‌شود.
ارتفاع یک جسم (A) در درجه نقطهٔ اوج‌رسی خود برابر است با ۹۰ که توسط عرض ناظر (L) کم شده و با انحراف جسم (δ) جمع می‌شود:
A = A = ۹۰° − L + δ.